# Jessica Mak
Jessica Mak (nacida en 1981/1982) es una desarrolladora de videojuegos canadiense conocida por diseñar los juegos de temática musical Everyday Shooter (2007) y Sound Shapes (2012). En 2021, se anunció que Mak estaba desarrollando un juego con Annapurna Interactive.

## Primeros años de vida
Mak nació en Toronto, Canadá, en 1981 o 1982. Ver a sus dos hermanos mayores jugar videojuegos cuando ella era joven despertó su interés por los juegos. También trabajó en la tienda de informática de su padre y comenzó a programar juegos en 1997 o 1998. Según Polygon, el desarrollador de Mak y Dyad, Shawn McGrath, se convirtieron en «rivales menores» mientras eran compañeros de escuela, siendo los únicos en su escuela que creaban juegos. Mak, que también estaba interesada en escribir música y tocar la guitarra desde muy joven, le dijo más tarde a Gamasutra: «Cuando era niña y escribí mi primera canción, fue muy enriquecedor».

## Carrera

### Primeros trabajos yEveryday Shooter
Antes de desarrollar su videojuego de disparos de 2007, Everyday Shooter, Mak desarrolló de forma independiente alrededor de diez juegos bajo su estudio Queasy Games. Estos juegos incluían Gate 88, un videojuego de estrategia en tiempo real, y Bubble Thing, un juego que creó durante el Toronto Game Jam, un evento de desarrollo de juegos; Más tarde, Mak calificó sus primeros trabajos de «apestosos».
Mak desarrolló Everyday Shooter en el lapso de dos años mientras trabajaba en un trabajo que le permitiría pagar el alquiler. Desarrollado por primera vez como un juego de rompecabezas inspirado en Lumines y Every Extend Extra, Mak decidió crear un videojuego de disparos después de experimentar dificultades de desarrollo. Mak también decidió desarrollar un juego que era más simple que su último proyecto, Gate 88, que en su opinión era un «complicado lío de reglas y controles», una decisión que finalmente resultó en un juego que ella describió como un álbum de música que contiene juegos de matamarcianos en lugar de canciones, con niveles que difieren mucho «visualmente, musicalmente y en términos de jugabilidad». Después de que Sony Computer Entertainment notara el juego en el Independent Games Festival en 2007, donde ganó tres premios, Everyday Shooter estuvo disponible para PlayStation 3, distribuido a través del servicio de descarga de juegos PlayStation Network de Sony.
Wired informó que, para su presentación en la Game Developers Conference de 2008, Mak únicamente tocó «música pegadiza» y dispersó globos entre la audiencia, en lugar de hablar sobre diseño de juegos.

### Sound Shapesy trabajo futuro
Mak fue diseñador del videojuego de plataformas musical Sound Shapes de 2012, publicado por Sony Computer Entertainment para PlayStation Vita. Engadget dijo que el juego se destacó por una «banda sonora inolvidable» con contribuciones de los músicos Shaw-Han Liem (también conocido como I Am Robot y Proud), Jim Guthrie y Beck. Liem y Mak decidieron trabajar juntos en un proyecto después de conocerse en uno de los shows de Liem y descubrieron que ambos disfrutaban el trabajo del otro. Sound Shapes fue el «noveno o décimo» de los prototipos de videojuegos en los que trabajaron los dos.
El editor de videojuegos Annapurna Interactive reveló un proyecto sin título desarrollado por Mak durante su exhibición en línea de proyectos en 2021. Polygon dijo que el proyecto, al igual que los juegos anteriores de Mak, se inspiró en juegos musicales, incluido Rez.